# Luiz Cláudio Cicchetto Tarallo
Pour les articles homonymes, voir Tarallo (homonymie).
Luiz Cláudio Cicchetto Tarallo, né le 27 mai 1966 à Louveira, dans l'État de São Paulo au Brésil, est un entraîneur brésilien de basket-ball.  